# Коли пісня не кінчається
«Коли пісня не кінчається» (рос. «Когда песня не кончается») — радянський кольоровий музичний фільм-ревю 1964 року, знятий режисером Романом Тихомировим на кіностудії «Ленфільм».

## Сюжет
Дія фільму відбувається під час фестивалю «Ленінградське літо», учасники якого — відомі митці, молоді артисти опери, балету, естради, цирку, а також колективи художньої самодіяльності. Цей фестиваль поспішають відобразити всюдисущі хронікери Костя та Вася. Сюди приїжджає і молода співачка Світлана (її пісні виконує Майя Кристалінська). До кінця святкової події дівчину переслідує безнадійно сором'язливий лейтенант міліції. Несподіване кохання позбавляє його побутової мови і наділяє прекрасним баритоном Едурда Хіля. Цей сюжет поєднують концертні номери за участю майстрів мистецтва. У фільмі виконуються твори О. Бабаджаняна, О. Лундстрема, І. Лебедєвської, О. Островського, Н. Капустіна, Р. Глієра, О. Хачатуряна, К. Сен-Санса, Л. Шишко.

## У ролях
- Галина Сполудєнная — Світлана Невська (співає Майя Кристалінська)
- Дальвін Щербаков — лейтенант міліції (співає Едуард Хіль)
- Еммануїл Мігіров — Костя, кінооператор / виконавець танцювального номера
- Володимир Хворостов — Вася, звукооператор / виконавець танцювального номера
- Людмила Зикіна — співачка, «А любов, як сон, стороною пройшла»
- Георг Отс — співак, «Не поспішай»
- Галина Ковальова — співачка
- Наталія Макарова — Лебідь, балерина
- Муслім Магомаєв — співак, «Наша пісня не закінчується»
- Тамара Мілашкіна — співачка
- Аркадій Райкін — пантоміма «Рибалка»
- Едіта П'єха — співачка, «Пісня залишається з людиною»
- Марина Петрова — повітряна гімнастка (зі Степаном Разумовим)
- Степан Разумов — повітряний гімнаст (з Мариною Петровою)
- Віталій Копилов — співак, пісня «Нева» (з Володимиром Матусовим)
- Володимир Матусов — співак, пісня «Нева» (з Віталієм Копиловим)
- Анатолій Шалаєв — баяніст (з Миколою Криловим)
- Микола Крилов — баяніст (з Анатолієм Шалаєвим)
- Василь Соловйов-Сєдой — диригент та піаніст
- Олег Лундстрем — диригент
- Анатолій Бадхен — диригент
- Віктор Федотов — диригент
- Ніязі Ніязі — диригент
- Б. Федюкін — хормейстер
- Микола Боярчиков — артист балету
- Михайло Васильєв — водій мікроавтобуса
- Віра Титова — буфетниця
- Георгій Гаранян — саксофоніст оркестру Лундстрема
- Едуард Агу — епізод
- Микола Капустін — піаніст
- Олександр Гравіс — контрабасист оркестру Лундстрема
- Олексій Бахар — епізод

## Знімальна група
- Режисер — Роман Тихомиров
- Сценарист — Анатолій Бадхен
- Оператор — Євген Шапіро
- Композитори — Андрій Петров, Георгій Портнов, Василь Соловйов-Сєдой, Володимир Федоров, Георгий Фіртич
- Художник — Андрій Вагін